# Bolbelasmus variabilis
Bolbelasmus variabilis es una especie de coleóptero de la familia Geotrupidae.

## Distribución geográfica
Habita en Estados Unidos y México.